# Lituania (personificación)

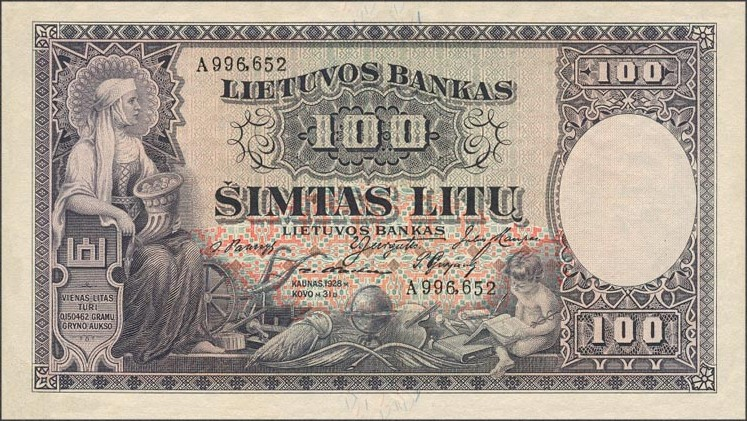
Billete de 100 litas de 1928 donde aparece Lituania portando una cornucopia.

Lituania o Lietuva (en lituano) es la personificación nacional de Lituania.

## Historia
Lituania logró su independencia del Imperio Ruso en 1918 —que en verdad se había disuelto un año antes por la Guerra civil rusa que duró hasta 1923— por tanto era un país relativamente nuevo cuando en la Feria Mundial de Nueva York de 1939 se dieran a conocer. En esta exposición se colocó una estatua con la alegoría de Lituania a la entrada del pabellón de Lituania realizado por Juozas Mikėnas. La estatua consistía en una mujer que sostenía en sus manos una paloma y una gavilla de trigo simbolizando los deseos del país: paz y prosperidad económica respectivamente.
Décadas más tarde, concretamente en 1964, Jouzas Mikėnas erigió en Vilna una estatua llamada Primeras golondrinas (en lituano: Pirmosios kregzdes) en la que aparece una mujer con la mano derecha extendida y de la que salen varias golondrinas y que sostiene en su mano izquierda una gavilla de trigo. Aunque no se especifica que la mujer sea Lituania es muy similar a la estatua de la Expo de Nueva York de 1939, aunque esta vez la paloma fue sustituida por una línea de golondrinas en vuelo, en la que el significado de su simbolismo está sin aclarar. 
Seguramente la estatua debido a la similitud con la anterior y además de estar realizada por el mismo artista, también represente a Lituania, pero en 1964 Lituania ya no era una nación independiente como en 1939, de ahí la imposibilidad del artista de reconocer a la estatua como la alegoría de Lituania ante la censura de la Unión Soviética. Las golondrinas en vuelo quizá simbolizaran entonces el deseo de recuperar la independencia del país. 
En moneda Lituania solo apareció una vez en 1928 en un billete de 100 litas lituanas, vestida con el traje tradicional de Lituania y con una cornucopia o cuerno de la abundancia.

## Galería

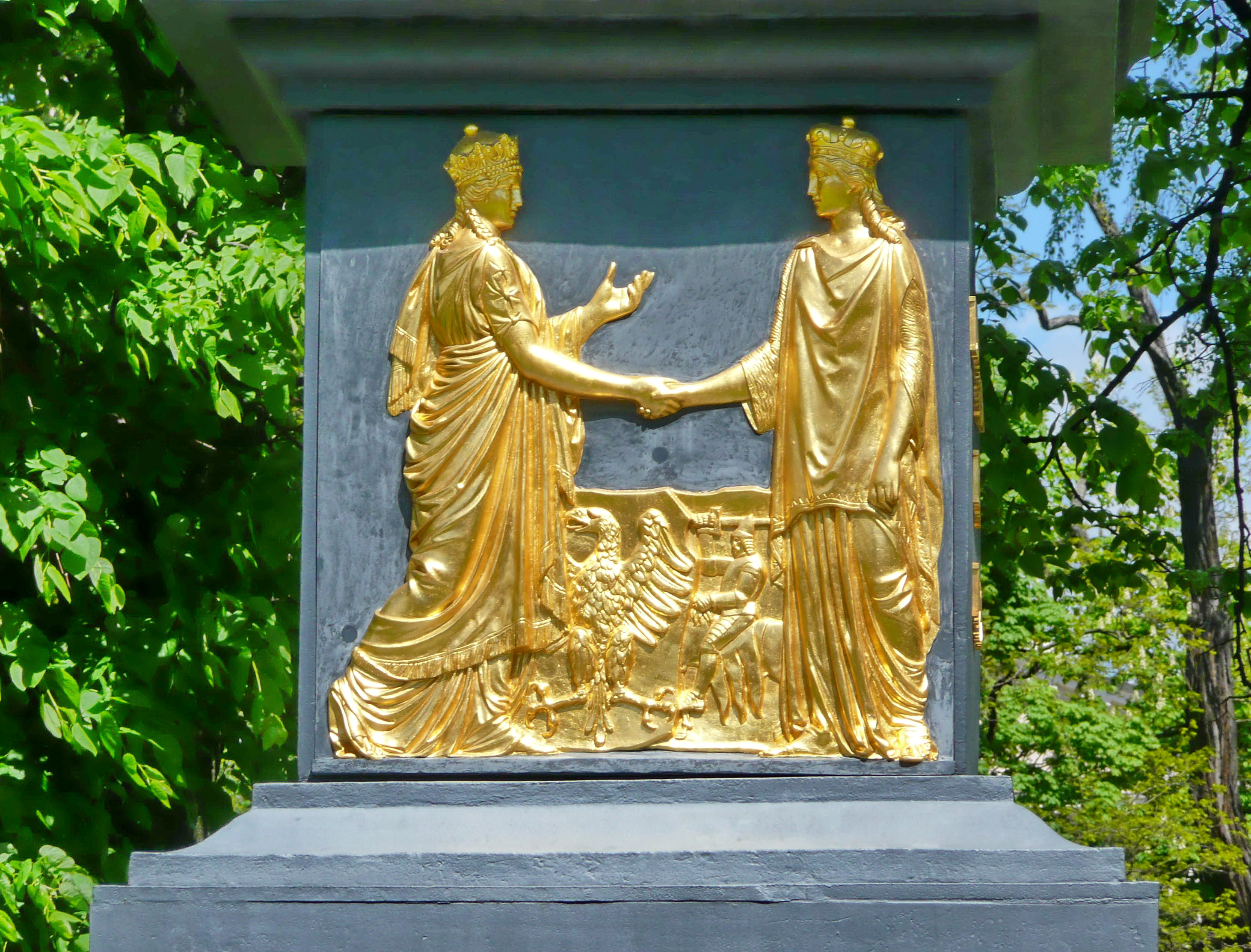
Base relieve en el monumento en Lublin conmemorando la unión entre Polonia y Lituania, Paweł Maliński (1826).
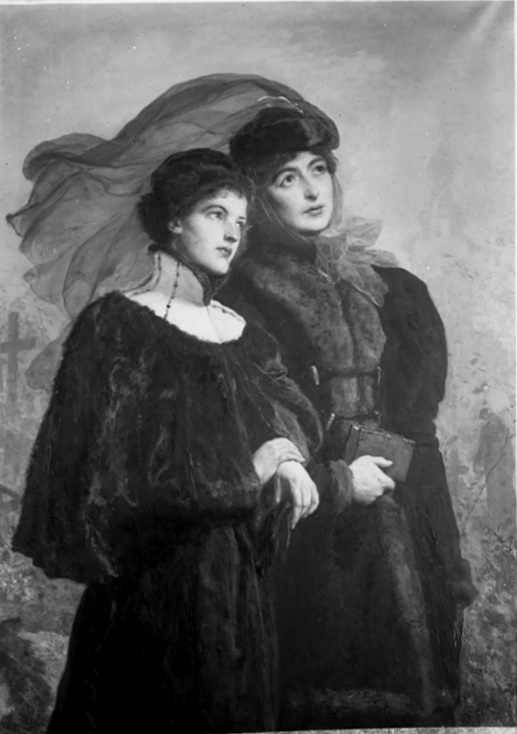
Dos hermanas, Polonia y Lituania.
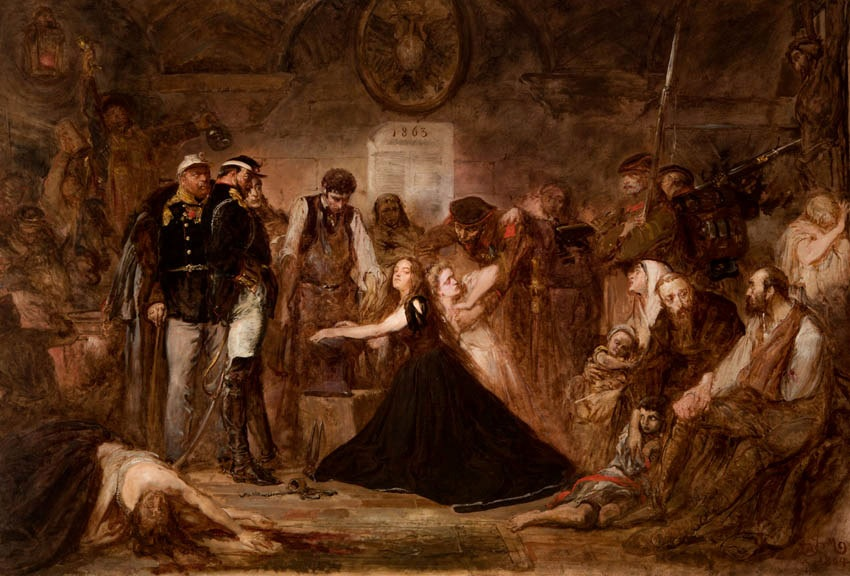
Oficiales rusos supervisan como les ponen los grilletes a las mujeres (Polonia) y detrás la mujer de pelo rubio representa a Lituania. Obra de Jan Matejko.